# José Herrero de Egaña
José Herrero de Egaña y López del Hierro (nacido el 22 de diciembre de 1960 en Madrid, España) es productor de cine español y empresario. Además es Cónsul de Nicaragua y asesor personal en algunos países.

## Biografía
José Herrero de Egaña nació en una familia muy vinculada al mundo de la empresa y los negocios. Tras terminar sus estudios de Derecho en Madrid, se fue a Estados Unidos. Allí amplió su formación en Comercio Exterior. Finalizada la etapa de formación académica se incorporó a la empresa de su padre, donde trabajo durante más de 3 años hasta tomar las riendas definitivamente. Actualmente es presidente de la empresa Global Advising Services, S.L. y consejero de otras varias empresas. En 2013 llegó a la presidencia de la productora de cine Vértice 360. También forma o ha formado parte de diversas empresas también vinculadas con el mundo del cine, como Mecanismo Films, S.L., Filmanova Invest, S.A. o Telespan 2000, S.L., entre otras, y Socio findador de la empresa Madridfoto
En el año 1995 constituyó la Fundación El Compromiso, entidad sin ánimo de lucro destinada a crear escuelas y fomentar sistemas de desarrollo en países como la India. 
Posteriormente inició su carrera como productor cinematográfico.

## Producciones
En su etapa vinculada a la desaparecida Telespan 2.000.
- 2011 - Lobos de Arga
- 2010 - No controles
- 2010 - Zenitram
- 2010 - Una hora más en Canarias
- 2009 - Mal día para pescar
- 2009 - Pagafantas
- 2008 - Gente de mala calidad
- 2007 - El pan nuestro
- 2007 - El último golpe
- 2007 - Un buen día lo tiene cualquiera
- 2007 - Días de cine
- 2006 - Estrellas de la línea
- 2006 - Ellos robaron la picha de Hitler
- 2006 - El crimen de una novia
- 2005 - Los 2 lados de la cama
- 2005 - Maneras de sobrevivir
- 2005 - El Calentito
- 2003 - Días de fútbol
- 2003 - Torremolinos 73
- 2003 - Kárate a muerte en Torremolinos
- 2002 - El otro lado de la cama
- 2001 - El paraguas

En su etapa vinculada a Mecanismo Films.
- 2013 - Enemigo
- 2013 - Mica, el niño que huele a pescado
- 2012 - Born naked. Documental
- 2011 - Ay pena
- 2010 - Centenario Gran Vía. Cortometraje
- 2009 - La isla interior
- 2008 - Los años desnudos. Clasificada S
- 2007 - Arritmia

Documentales ligados a ONG:
- 1998 - Calcuta: Vida en la estación de la muerte. Documental